# Namanga
Namanga è una circoscrizione mista (mixed ward) della Tanzania situata nel distretto di Longido, regione di Arusha. Conta una popolazione di 9 189 abitanti (censimento 2012).